# Sideroxylon st-johnianum
Sideroxylon st-johnianum là một loài thực vật có hoa trong họ Hồng xiêm. Loài này được (H.J.Lam & B.Meeuse) Smedmark & Anderb. mô tả khoa học đầu tiên năm 2007.